# جسمین وارد
جسمین وارد (به انگلیسی: Jesmyn Ward) یک آمریکایی رمان‌نویس و یک استاد زبان انگلیسی در دانشگاه تولین است. او برای دومین رمان خود به نام نجات استخوان‌ها، برنده سال ۲۰۱۱ جایزه کتاب ملی و ۲۰۱۲ جایزه Alexو همچنین در سال ۲۰۱۷ موفق به دریافت دومین جایزه کتاب ملی برای کتاب آواز اجساد بی‌گور شد. او اولین زن برنده دو جایزه کتاب ملی برای بخش داستان است.

## جوایز و افتخارات
- ۲۰۱۸ کسب جایزه Anisfield-Wolf برای کتاب «آواز اجساد بی‌گور»[۶]
- ۲۰۱۷ کسب جایزه کتاب ملی برای کتاب «آواز اجساد بی‌گور»[۷]
- ۲۰۱۳ کسب جایزه جایزه دایره منتقدان کتاب ملی (زندگی‌نامه) برای کتاب «Men We Reaped"[۸][۹]
- ۲۰۱۱ کسب جایزه کتاب ملی برای کتاب «نجات استخوان‌ها»[۱۰]